# Asmate opipara
Asmate opipara är en fjärilsart som beskrevs av Dahl 1931. Asmate opipara ingår i släktet Asmate och familjen mätare. Inga underarter finns listade i Catalogue of Life.